# Nops maculatus
Nops maculatus är en spindelart som beskrevs av Simon 1893. Nops maculatus ingår i släktet Nops och familjen Caponiidae. Inga underarter finns listade i Catalogue of Life.